# Richelieu (Quebec)
Richelieu es una ciudad de la provincia de Quebec, Canadá. Es una de las ciudades que conforman la Comunidad metropolitana de Montreal y se encuentra en el municipio regional de condado de Rouville y a su vez, en la región de Montérégie-Est en Montérégie. Hace parte de las circunscripciones electorales de Chambly a nivel provincial y de Chambly−Borduas a nivel federal.

## Geografía
Richelieu se encuentra ubicada en las coordenadas 45°27′00″N 73°15′00″O / 45.45000, -73.25000. Según Satistique Canada, tiene una superficie total de 31,02 km² y es una de las 1135 municipalidades en las que está dividido administrativamente el territorio de la provincia de Quebec.

## Demografía
Según el censo de 2011, había 5467 personas residiendo en esta ciudad con una densidad poblacional de 176,2 hab./km². Los datos del censo mostraron que de las 5208 personas censadas en 2006, en 2011 hubo un aumento poblacional de 259 habitantes (5%). El número total de inmuebles particulares resultó de 2268 con una densidad de 73,11 inmuebles por km². El número total de viviendas particulares que se encontraban ocupadas por residentes habituales fue de 2205.

## Hermanamientos
- Richelieu, Centro, Francia.